# Barrionalismo
Barrionalismo es el movimiento social que enfatiza la identidad y la reivindicación desde los barrios, especialmente en ciudades, para mejorar la calidad de vida y protegerlos de los efectos negativos de prácticas como la gentrificación, la especulación inmobiliaria, la estigmatización o la desigualdad de recursos con otros barrios y distritos.

Pedro Limón lo define como:
Un tipo de identificación basada en un reconocimiento de horizontalidad social con respecto al otro, en una aceptación compartida de un origen común y, finalmente, en una delimitación espacial generalmente aceptada alrededor de un territorio reconocido y nombrado como propio subsumido en la noción de barrio.
El término coge fuerza en España tras las históricas movilizaciones de asociaciones vecinales organizadas de los 70 y 80, la propia convivencia y la cristalización de una identidad común. El cantante Kike Suárez "Babas" ha reivindicado ser el inventor del concepto en los 90, aunque él mismo admite que otras personas lo discuten, pero sí lo usó de forma temprana en una canción de "The Vientre".

## Rasgos característicos del barrionalismo
- Sentimiento de identidad. No en todos los lugares se dan los ingredientes que posibilitan esta práctica política. El barrionalismo no suele existir en barrios donde las vecinas y los vecinos no se identifican con el barrio como su origen.[5][1]
- Vínculo de clase. Esta identificación también suele darse en los llamados "barrios populares", poblados por personas con menos recursos. Por lo tanto, no suele darse barrionalismo en barrios con mayor renta como pueden ser el barrio de Salamanca o la Moraleja de Madrid.
- Sentimiento de exclusión. La identidad también se origina por la percepción de exclusión y desigualdad con respecto al centro, a otros barrios, la región o las dinámicas estatales. Este sentimiento puede generar a la vez el anhelo de "salir del barrio" en busca de progreso y la reivindicación de recursos y derechos vulnerados en el territorio.
- Uso común e intensivo de la calle como espacio de interacción y movilización. Dicho de otra manera, se caracteriza por la vida en común de personas, la identificación de problemas comunes y el paso natural a la acción colectiva.
- Movilización. La lucha vecinal es uno de los rasgos más destacables del barrionalismo. Sin embargo, también se ha señalado que ese es un resultado tan visible que a menudo ha invisibilizado el proceso de identificación que subyace y que hace posible en gran parte esa movilización.
- Escala asumible. Un posible rasgo que caracteriza este movimiento también puede ser la vinculación con un territorio de escala fácilmente asumible por las personas, sobre todo en las grandes urbes. Así, Luis de la Cruz señala: "Me importan especialmente las asociaciones de escala lo suficientemente pequeña como para caber en mi cabeza".
- Comunidad real. De la Cruz también lo compara con el nacionalismo. Para él, mientras este expresa "una comunidad imaginada", el barrionalismo representa "una comunidad real".[6]
- La fiesta como elemento de construcción. Se ha señalado la fiesta popular como una herramienta básica de vida en común y práctica contra el individualismo. Así hay ejemplos como las fiestas populares autogestionadas de barrios como Malasaña o Barrio del Pilar en Madrid, a menudo también con un marcado carácter reivindicativo. Un ejemplo muy llamativo es el proceso de invención de tradiciones como la Batalla Naval de Vallecas, creada en julio de 1982, en la que se declara la independencia de la República de Vallecas y su neutralidad frente a la OTAN.
- Narrativas horizontales. La generación de narrativas desde los propios barrios a través de charlas, debates, medios hiperlocales como las radios comunitarias o publicaciones alternativas también suelen ser un elemento común en el barrionalismo.
- Memoria colectiva. Se la señalado que la memoria colectiva de los lugares tiene un gran potencial a la hora de generar discursos barrionalistas. Un ejemplo es la reivindicación del patrimonio industrial en Poblenou (Barcelona) o el movimiento por la protección de la arquitectura neomudéjar popular en Tetuán (Madrid).
- Denominación o renombre. Las zonas con una fuerte presencia del barrionalismo también se caracterizan por tener un nombre conocido. Incluso con tanta fama como para tener una canción ("Almagro", de Carlos Gardel, o "Little Italy", de Stephen Bishop, entre otros) o una película como Notting Hill, Chinatown o El Raval.[2] Hay particularidades como Vallecas en las que incluso su propio nombre tiene una versión barrionalista: Vallekas.[7]
- Límites no vinculados a lo administrativo. Se trata del uso del término barrio sin vincularlo estrictamente a un límite administrativo. Por ejemplo, Tetuán es un ejemplo de barrionalismo, pero se trata en realidad de un distrito formado por 6 barrios. Igual ocurre con Carabanchel, Vallecas u Hortaleza, que realmente son distritos.
- Urbanismo. Se señala asimismo que las zonas donde no hay barrionalismo son lugares más impersonales -sobre todo en el caso de los PAU-, vacíos de transeúntes a menudo, vacías de arte urbano e incluso con un aspecto de mayor homogeneidad a nivel urbanístico y arquitectónico. Muchos cuentan con urbanizaciones cerradas.[8]
- Respuesta a la territorialidad oficial. Estos movimientos practican e imaginan estrategias de acción común ante decisiones que denuncian y se llevan a cabo desde las instituciones.[1]
- Resignificación territorial. Además de la escasa atención a la delimitación o denominación administrativa del territorio, el vínculo barrionalista provoca resignificaciones del territorio en una clave tradicional o "de pueblo" ligadas a la memoria histórica de la lucha vecinal o territorial o a la vida pre-urbana. Eso puede observarse de forma clara en barrios que en origen fueron pueblos anexionados más tarde a grandes ciudades y que, en ese proceso de construcción identitaria, recuperan y reapropian de esa genealogía y de su simbología.[1]
- No otorga derechos. Así como la nacionalidad otorga derechos, el barrionalismo propicia una identidad colectiva que no proporciona derechos, ni privilegios por pertenecer a ella. Se genera por una vinculación afectiva con las relaciones sociales que se dan en determinado territorio. El barrionalismo, más que ser un concepto topológico, se centra, por tanto, más en las relaciones, las costumbres cotidianas y los pequeños mitos.[7]

También se señala que el concepto puede volverse excluyente si se cuestiona si una persona migrante puede ser barrionalista.

## Ejemplos de barrionalismo
- Protestas de Cerro Belmonte. Acciones vecinales contra la expropiación de sus casas. Consiguieron alcanzar gran visibilidad tanto en medios de comunicación nacionales como internacionales.
- Cabalgata participativa de Hortaleza. Con 50 años de historia, es una cabalgata reivindicativa organizada por vecinas y vecinos que se ha visto privatizada y recuperada por las propias vecinas y vecinos.
- Conflicto de Gamonal de 2014. Fueron las protestas vecinales contra la construcción de un bulevar que supondría un alto coste y contra una actuación que consideraban innecesaria.
- Batalla por la conservación del Cabanyal. Movimiento vecinal que logró frenar en el año 2009 la prolongación de una avenida proyectada a través del barrio marinero que implicaba la destrucción de 1.600 casas.

## Barrionalismo en la cultura
Películas en las que el barrionalismo es protagónico:
- El día de la bestia.
- El 47.
- Luna de Avellaneda.

Canción:
- "Barrionalistas" de Los Chikos del Maíz.